# Vivo Tennis Cup
El Vivo Tennis Cup es un tenis torneo celebrado en Río de Janeiro, Brasil desde 2016. El evento es parte del ATP Challenger Tour y se juega al aire libre en tierra batida.

## Resultados

### Individuales
| Año  | Campeón        | Finalista        | Resultado     |
| ---- | -------------- | ---------------- | ------------- |
| 2016 | Facundo Bagnis | Guilherme Clezar | 6–4, 4–6, 6–2 |

### Dobles
| Año  | Campeones               | Finalistas                                  | Resultado |
| ---- | ----------------------- | ------------------------------------------- | --------- |
| 2016 | Gastão Elias André Ghem | Jonathan Eysseric Miguel Ángel Reyes-Varela | 6–4, 7–62 |